# Main Island (ö i Sydgeorgien och Sydsandwichöarna)
Main Island är en ö i Sydgeorgien och Sydsandwichöarna (Storbritannien). Den ligger i den nordvästra delen av Sydgeorgien och Sydsandwichöarna. Arean är 5,0 kvadratkilometer.
Terrängen på Main Island är lite kuperad. Öns högsta punkt är 507 meter över havet. Den sträcker sig 2,0 kilometer i nord-sydlig riktning, och 4,0 kilometer i öst-västlig riktning.